# Trigonoptera marmorata
Trigonoptera marmorata là một loài bọ cánh cứng trong họ Cerambycidae.